# Озеро (Минская область)
Озеро (бел. Во́зера) — агрогородок в Узденском районе Минской области Беларуси. Административный центр Озерского сельсовета. Население 870 человек (2009).

## География
Озеро находится близ места, где сходятся Узденский, Минский, Дзержинский и Пуховичский районы. Агрогородок лежит в 23 км к северо-востоку от Узды и в 30 км к юго-западу от центра Минска. По восточной окраине агрогородка проходит автодорога Р23 (Минск — Слуцк — Микашевичи), от неё в Озере ответвляется дорога Р65 в сторону Дзержинска.

### Гидрография
Агрогородок лежит на глобальном водоразделе Чёрного и Балтийского морей, юго-западнее села начинается река Олеховка (бассейн Немана), а восточнее берут начало ручьи впадающие в Птичь (бассейн Днепра).

## История
В период Великой Отечественной войны под немецкой оккупацией. С марта 1942 года до июня 1943 года действовала группа подпольщиков.
В 2008 году деревня Озеро преобразована в агрогородок.

## Население

### Численность
- 2009 год — 870 жителей

### Динамика
- 1996 год — 817 жителей, 322 двора[4]
- 2009 год — 870 жителей (перепись населения)

## Достопримечательности
- Православная Петропавловская церковь (1840 год)[4][5] —  Историко-культурная ценность Республики Беларусь, шифр 613Г000669.
- Дом священника (построен одновременно с церковью)
- Братская могила советских воинов

### Памятник, скульптура
- Мемориальная доска в честь участкового инспектора милиции Владимира Владимировича Груши (2023). Установлена на здании сельисполкома. Приурочено к 100-летию службы участковых инспекторов милиции. Груша В.В. с 1978 по 1996 гг. нёс службу на территории Озерского сельсовета.

## Галерея

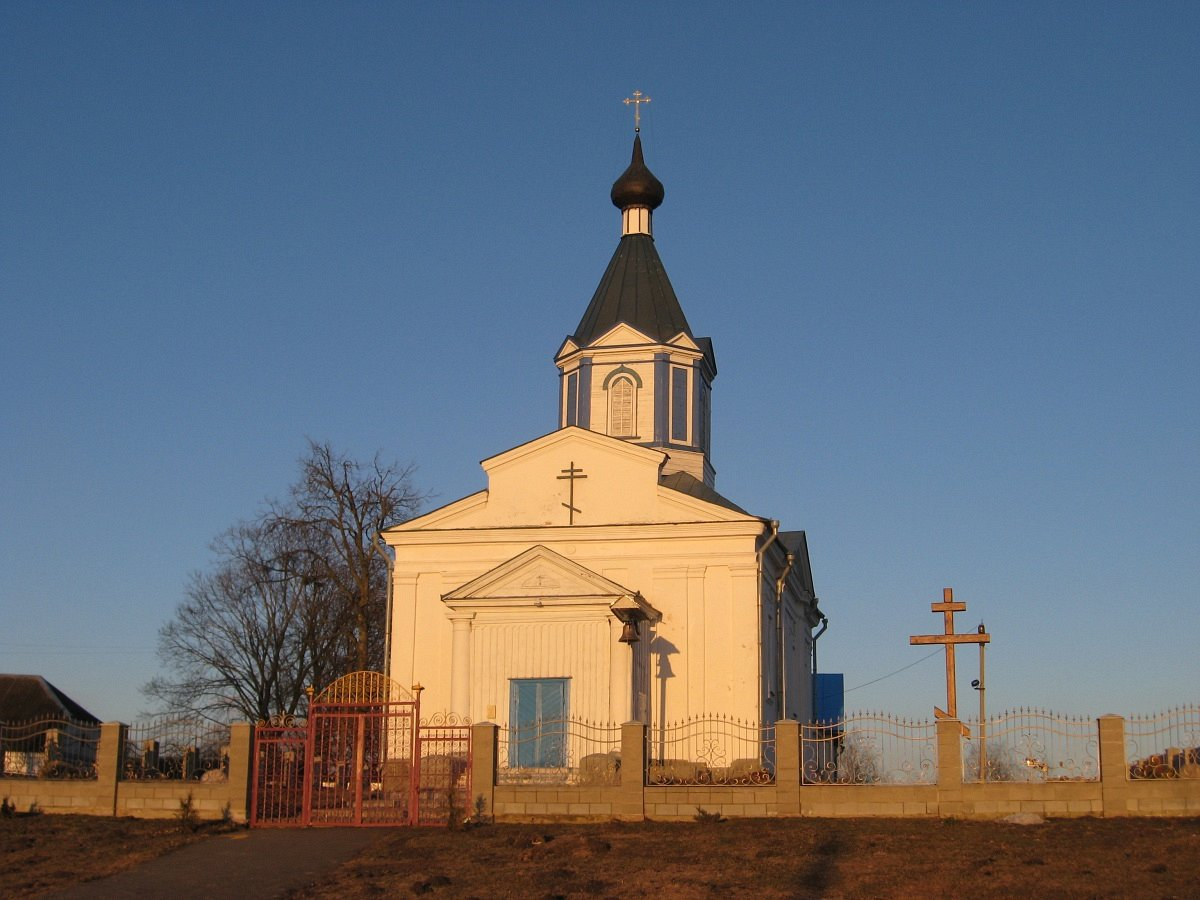
Свято-Петропавловская церковь
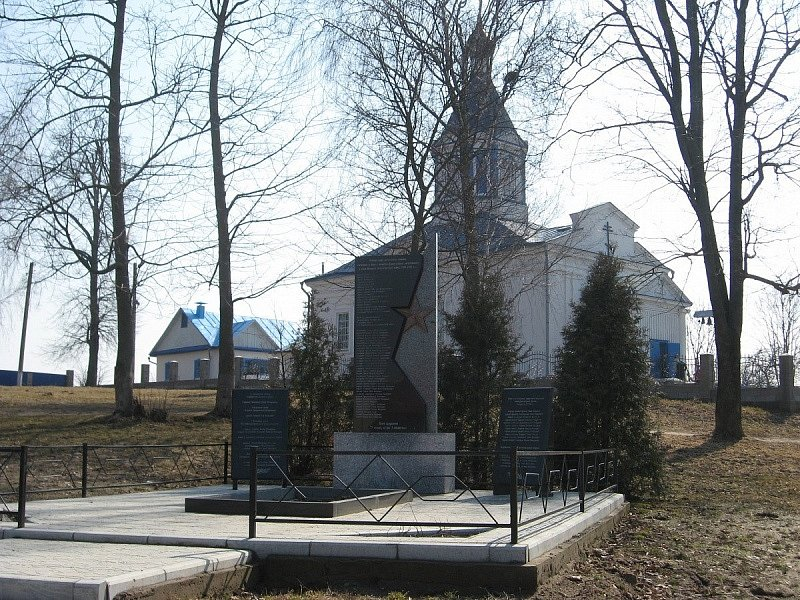
Воинский мемориал
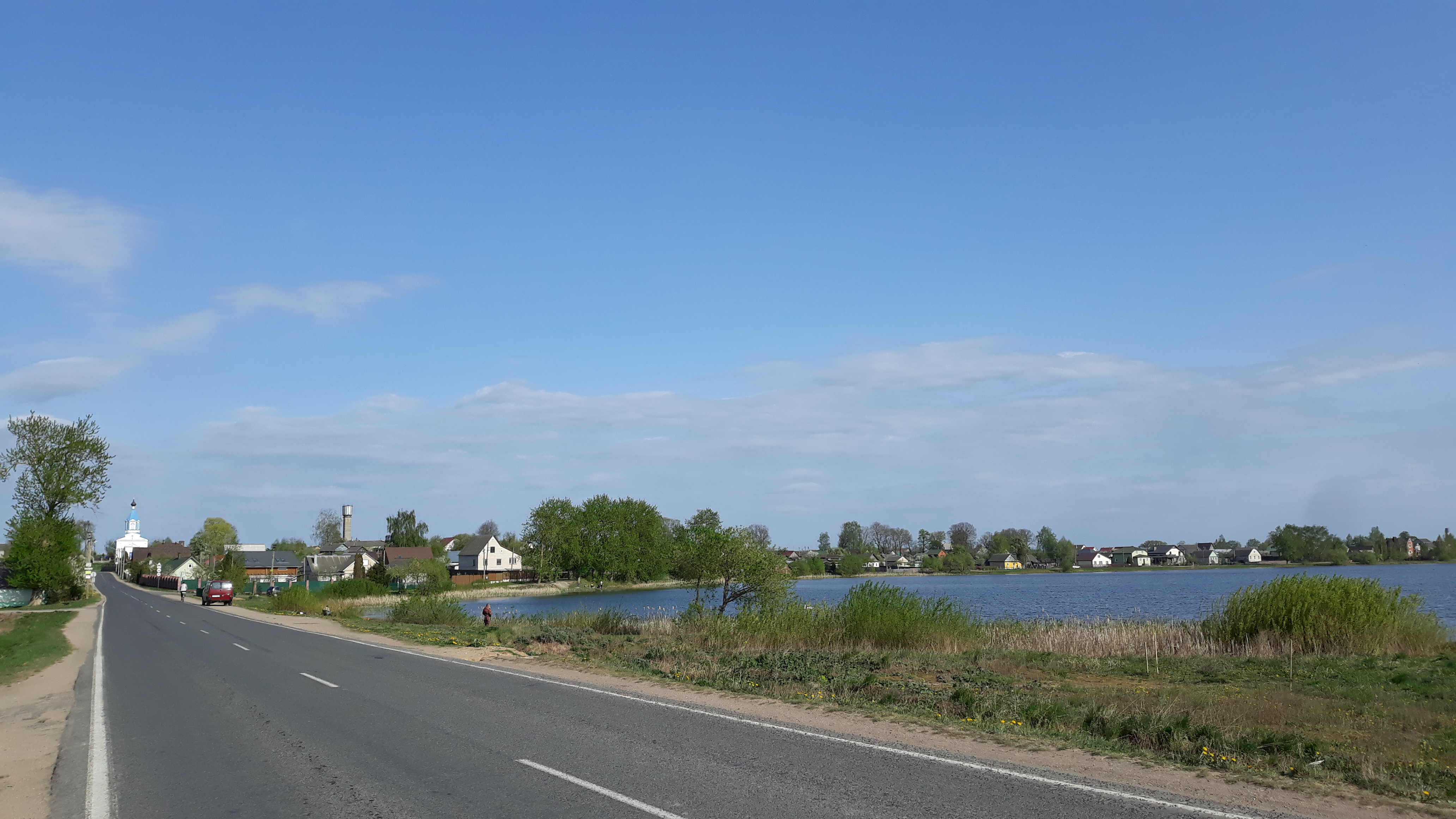
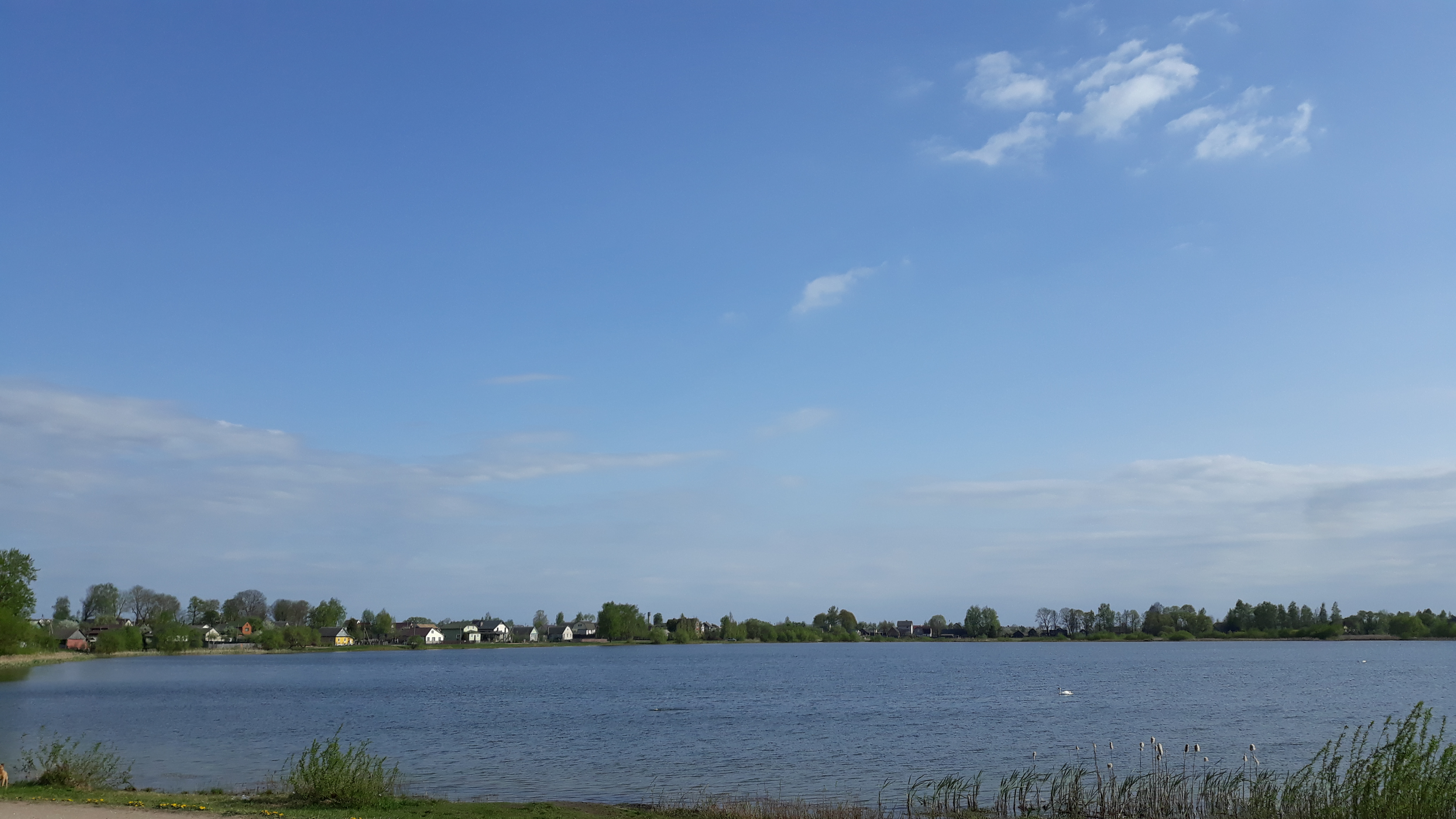
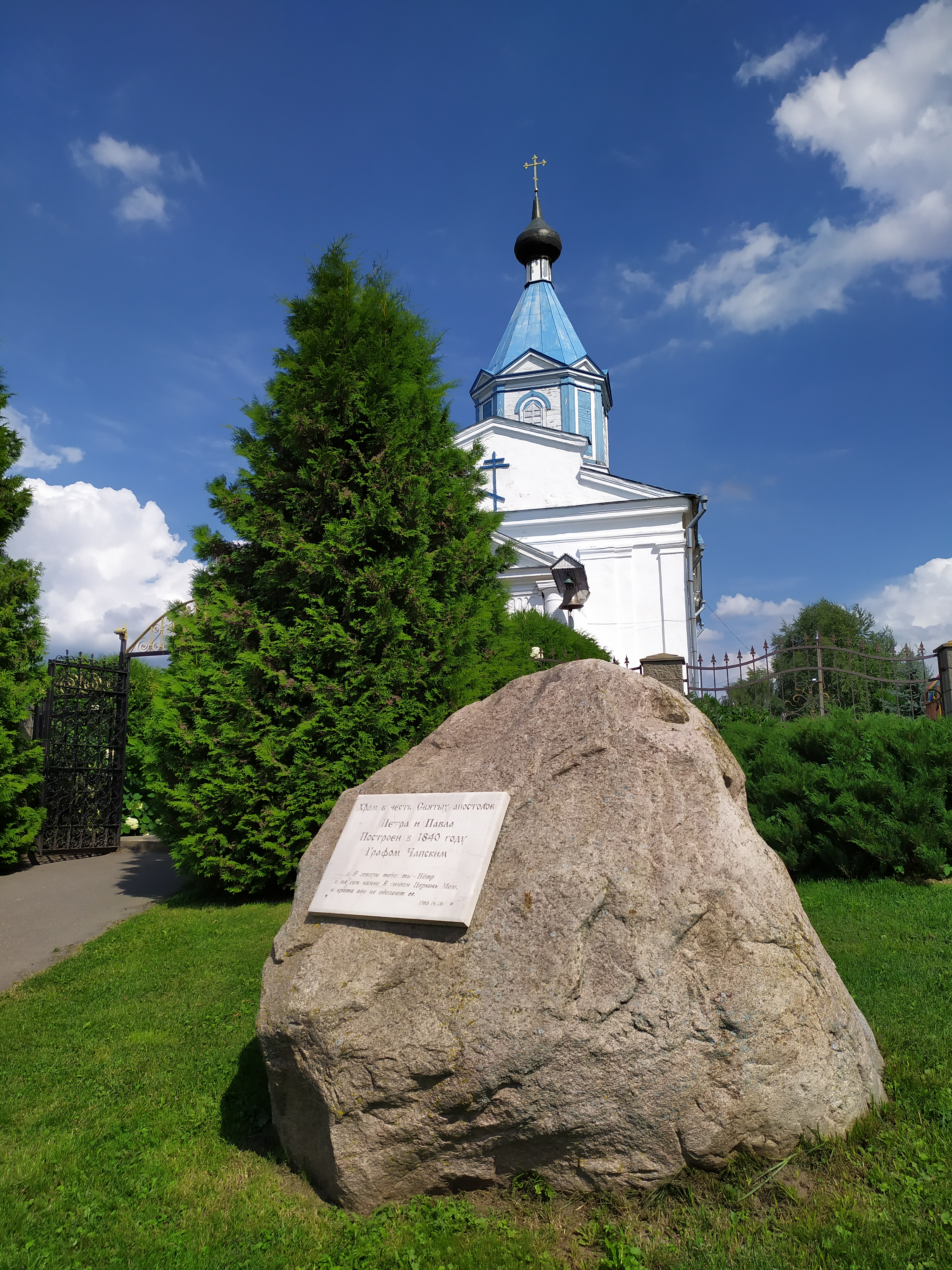
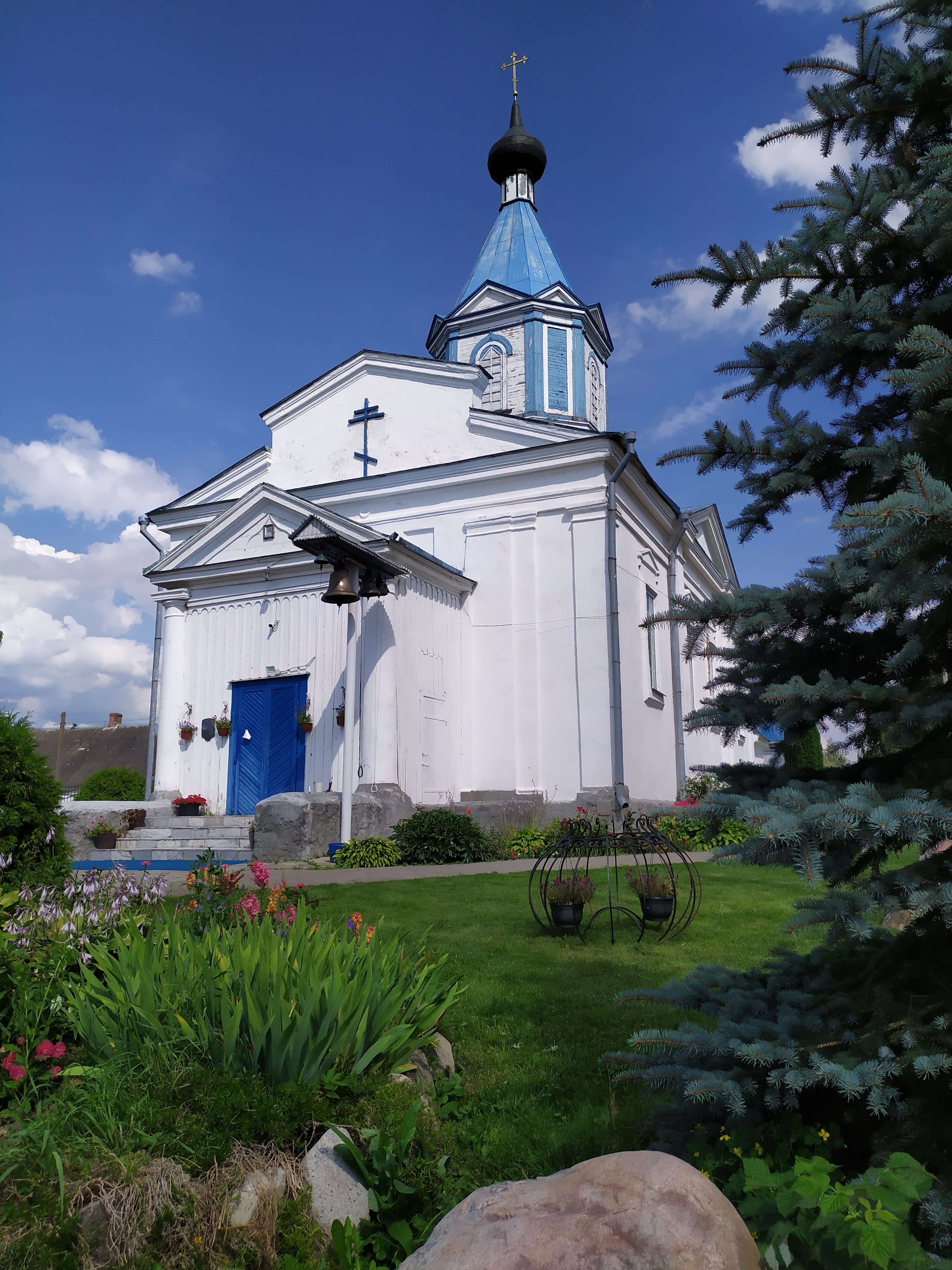
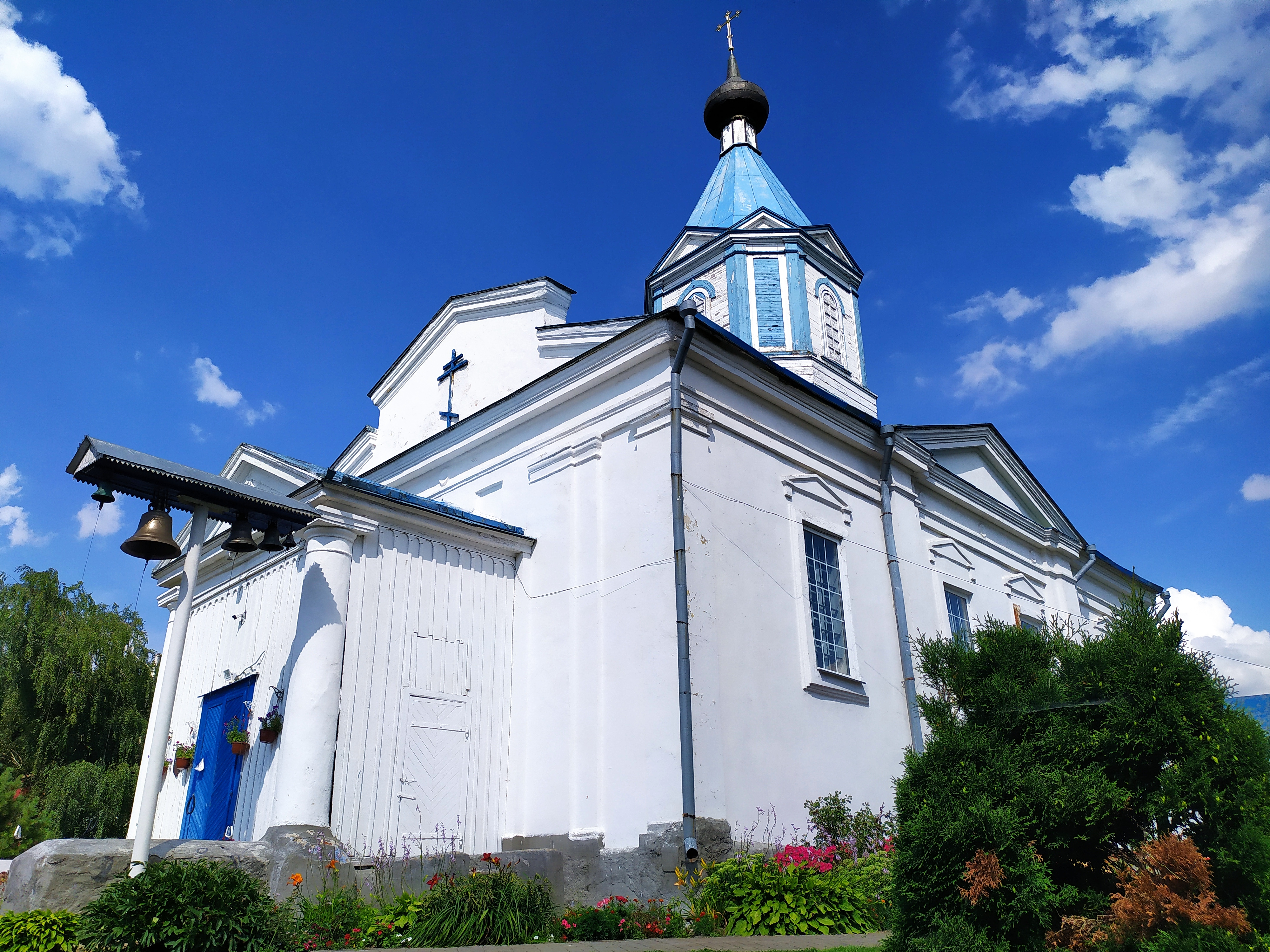
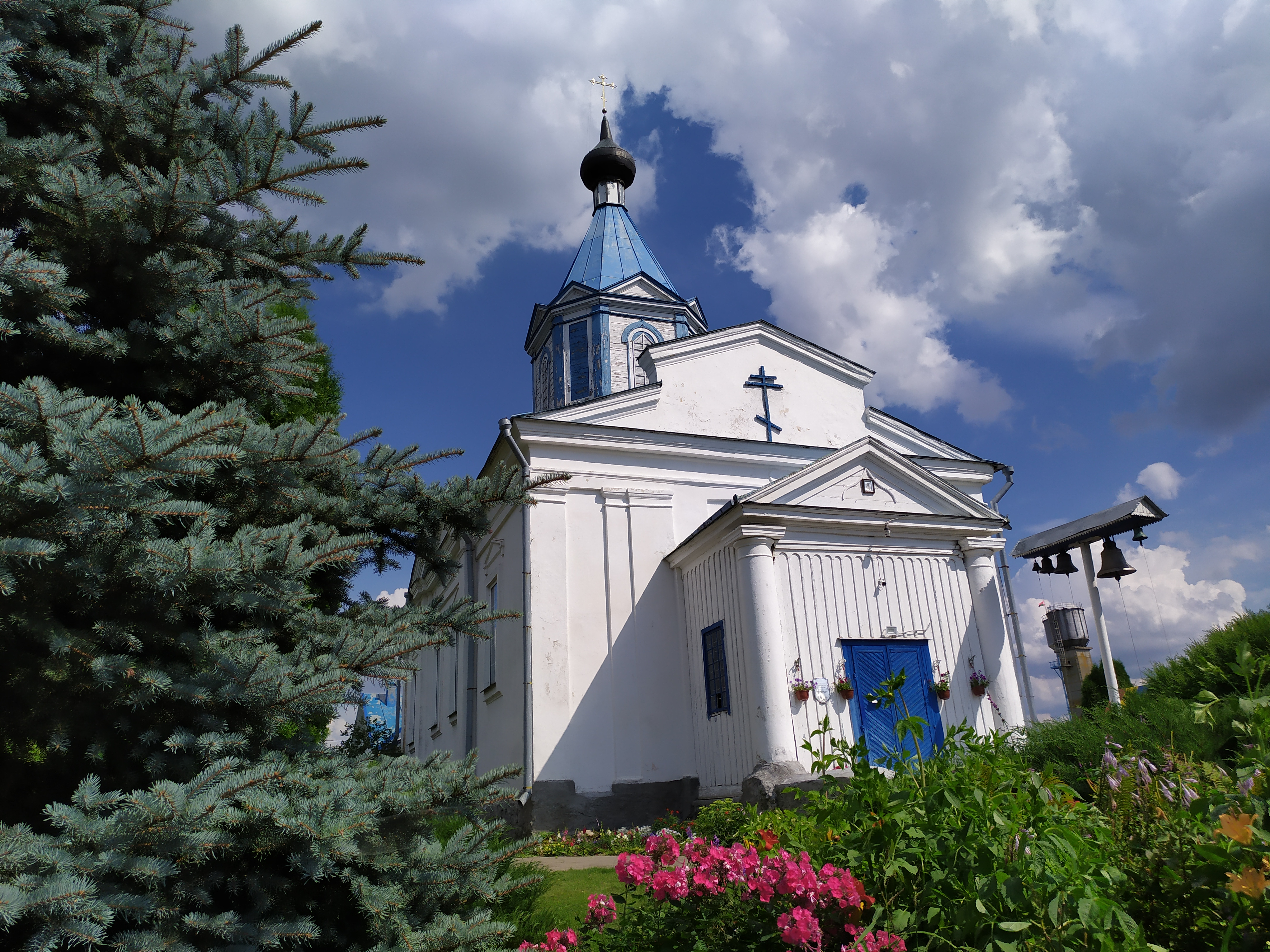
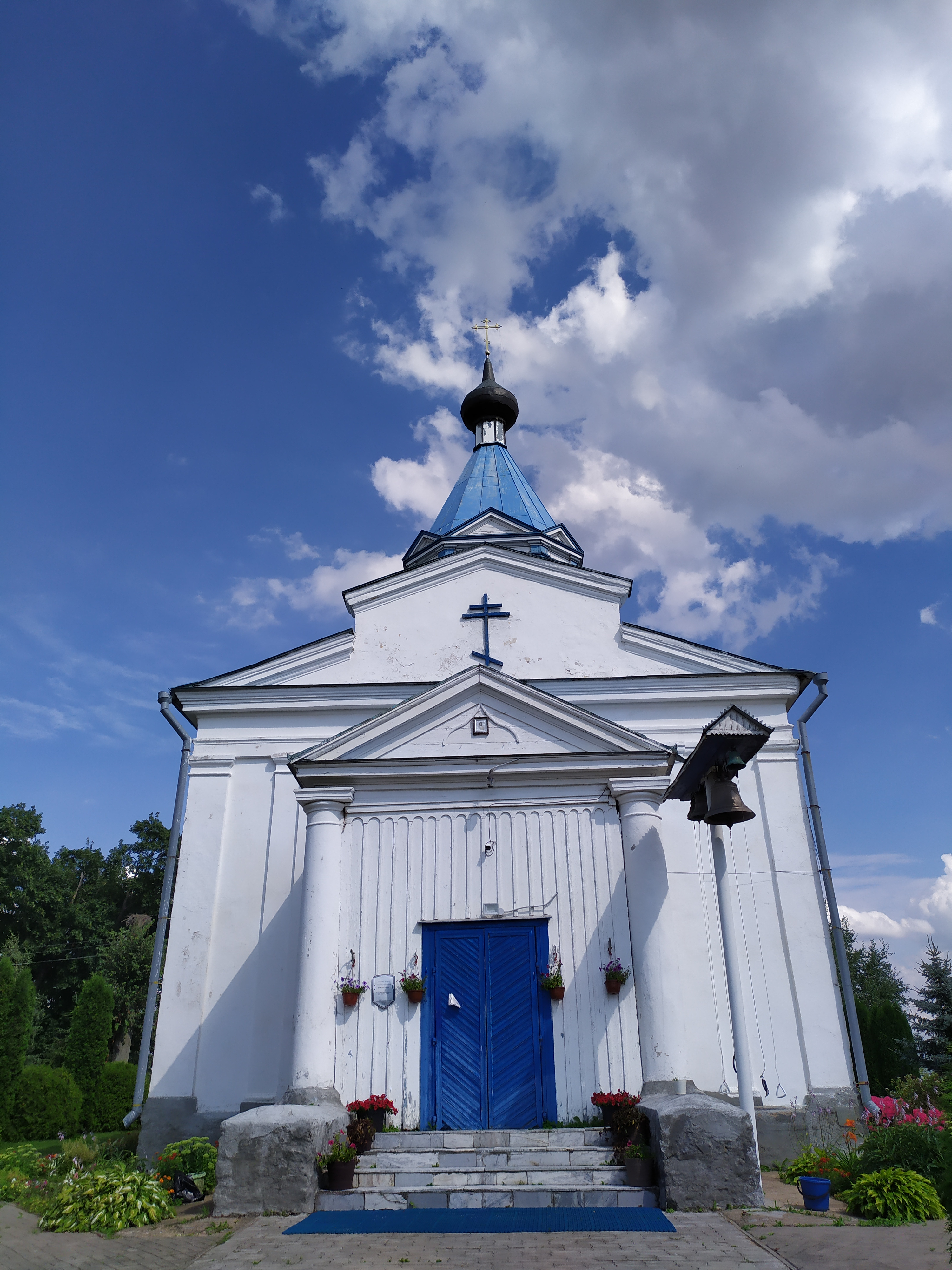
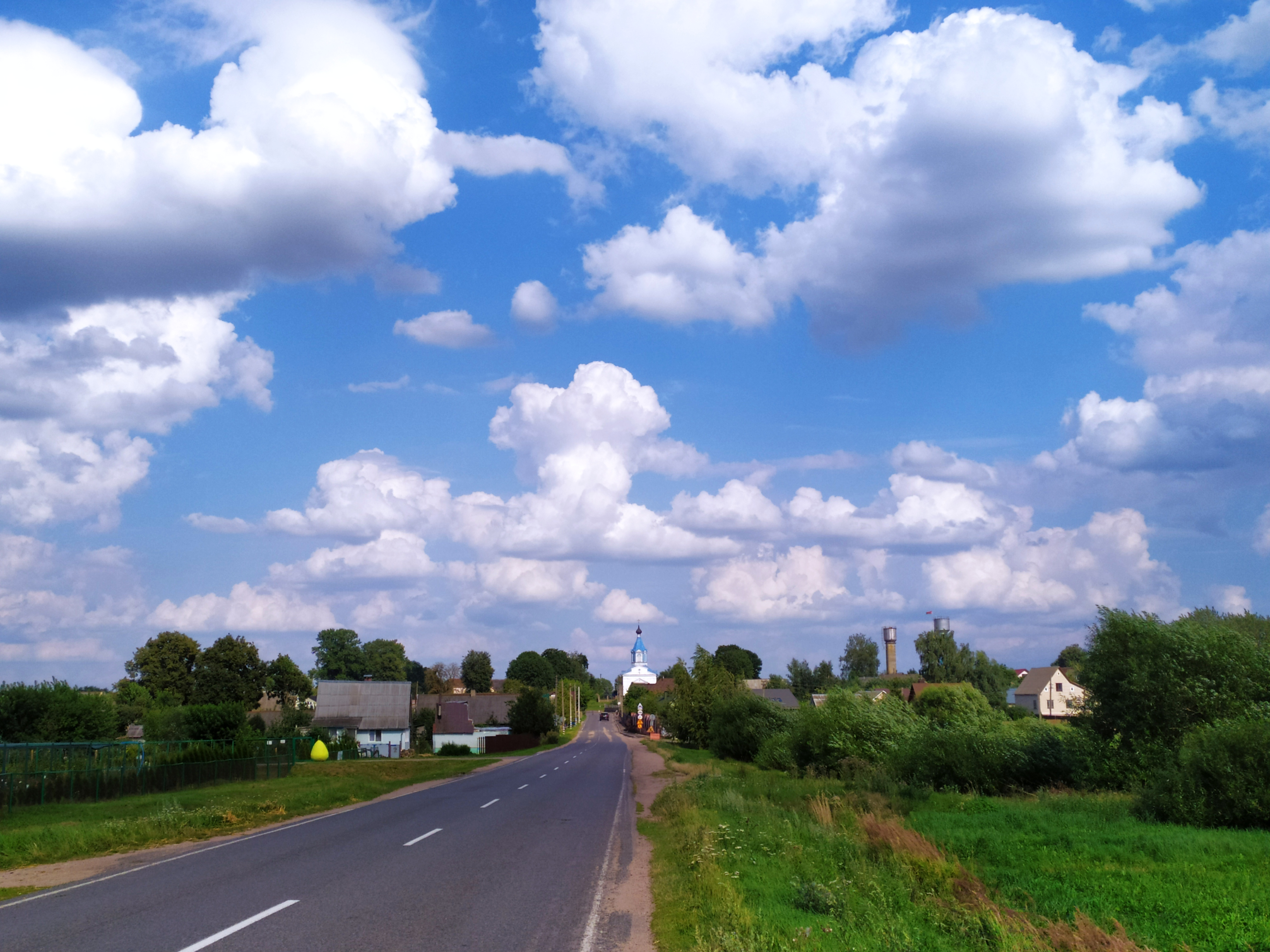
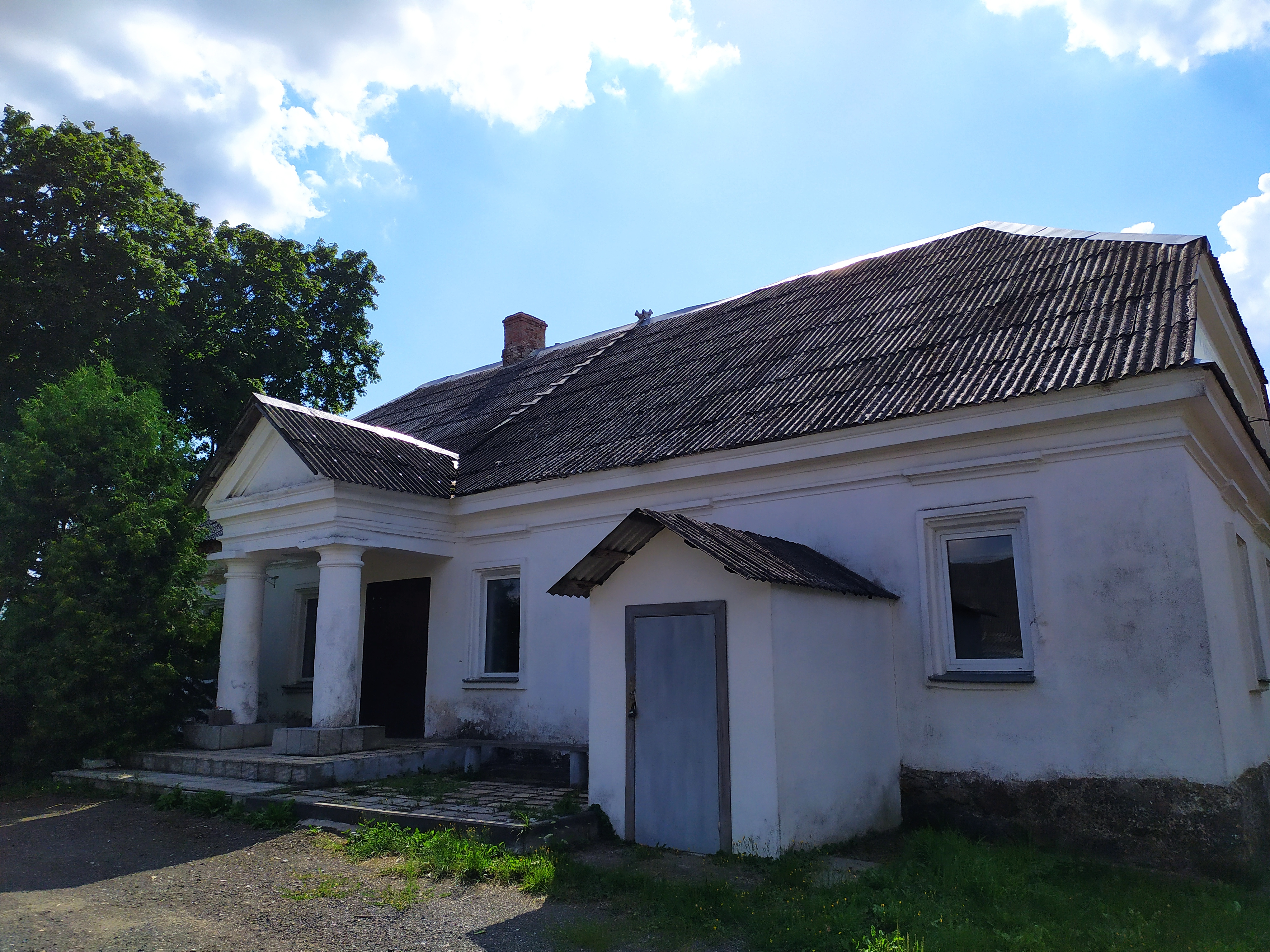
Дом священника